# Grattacieli più alti della Thailandia

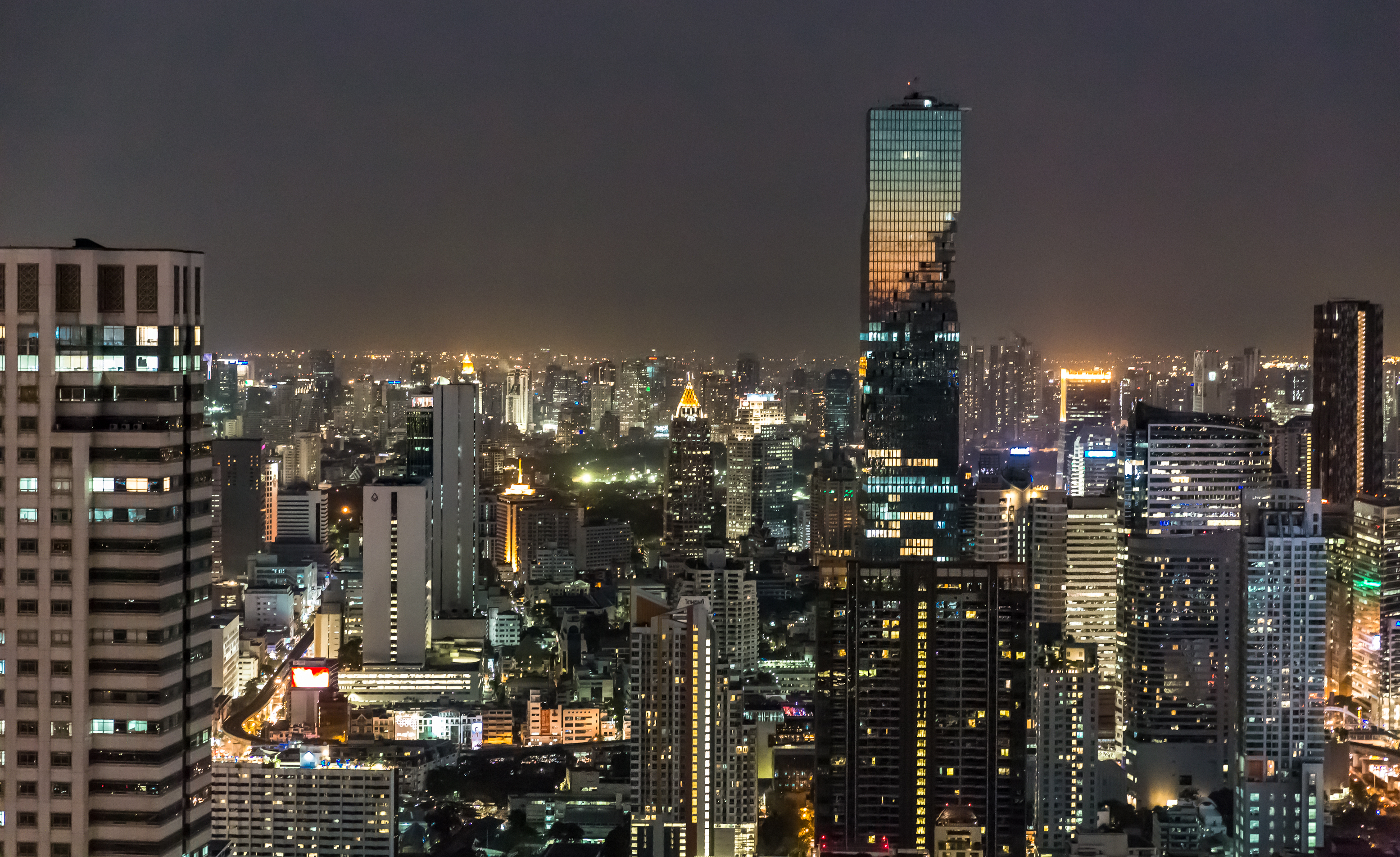
Vista di Bangkok di notte.

Questa è una lista dei grattacieli più alti della Thailandia.
La Thailandia negli ultimi decenni ha ultimato la costruzione di numerosi grattacieli, la maggior parte dei quali nella capitale Bangkok.

## Edifici più alti
Di seguito la lista degli edifici più alti di 200 metri in Thailandia, ordinati per altezza.
| Posizione | Edificio                                  | Immagine | Città      | Altezza (metri) | Piani | Anno completamento | Note |
| --------- | ----------------------------------------- | -------- | ---------- | --------------- | ----- | ------------------ | --- |
| 1         | Magnolias Waterfront Residences Iconsiam  |          | Bangkok    | 316             | 70    | 2018               | Attuale edificio più alto della Thailandia.                                                                                                 |
| 2         | MahaNakhon                                |          | Bangkok    | 314             | 79    | 2016               | Più alto grattacielo della Thailandia al tetto.                                                                                             |
| 3         | Baiyoke Tower II                          |          | Bangkok    | 304             | 85    | 1997               | Edificio più alto della Thailandia dal 1997 al 2016. È anche stato l'albergo più alto del mondo e l'edificio più alto del sud-est asiatico. |
| 4         | Four Seasons Private Residences           |          | Bangkok    | 301             | 74    | 2019               | |
| 5         | One City Centre                           |          | Bangkok    | 275,8           | 61    | 2023               | Edificio per uffici più alto della Thailandia.                                                                                              |
| 6         | Mandarin Oriental Residences Iconsiam     |          | Bangkok    | 268,7           | 52    | 2018               | |
| 7         | All Seasons Place                         |          | Bangkok    | 260             | 53    | 2002               | |
| 8         | The River                                 |          | Bangkok    | 258             | 74    | 2012               | |
| 9         | Canapaya Residences                       |          | Bangkok    | 253,3           | 57    | 2019               | |
| 10=       | One9Five Asoke-Rama 9                     |          | Bangkok    | 248             | 61    | 2021               | Due edifici gemelli denominati Torre I e Torre II.                                                                                          |
| 12        | State Tower                               |          | Bangkok    | 247,2           | 68    | 2001               | |
| 13        | Magnolias Ratchadamri                     |          | Bangkok    | 242             | 60    | 2016               | |
| 14        | The Unicorn Phayathai                     |          | Bangkok    | 239,70          | 51    | 2023               | |
| 15        | Menam Residences                          |          | Bangkok    | 239,3           | 59    | 2017               | |
| 16        | The Esse Asoke                            |          | Bangkok    | 236,8           | 55    | 2019               | |
| 17        | Centara Grand                             |          | Bangkok    | 235             | 57    | 2008               | |
| 18        | Reflection Jomtien Beach Oceanfront Tower |          | Pattaya    | 234             | 57    | 2013               | |
| 19        | The Met                                   |          | Bangkok    | 230,6           | 69    | 2009               | |
| 20        | Park Origin Thonglor Tower C              |          | Bangkok    | 229,85          | 59    | 2022               | |
| 21        | Empire Tower                              |          | Bangkok    | 226.8           | 62    | 1999               | |
| 22        | North Point Tower 1                       |          | Pattaya    | 226             | 27    | 2010               | |
| 23        | MARQUE Sukhumvit                          |          | Bangkok    | 222,5           | 52    | 2017               | |
| 24        | Jewelry Trade Center                      |          | Bangkok    | 220,7           | 59    | 1996               | Edificio più alto della Thailandia dal 1996 al 1997.                                                                                        |
| 25        | The Pano                                  |          | Bangkok    | 220             | 57    | 2010               | |
| 26        | The Politan Aqua West Tower               |          | Nonthaburi | 214,3           | 61    | 2020               | |
| 27        | Sede della Kasikornbank                   |          | Bangkok    | 207,6           | 42    | 1995               | Edificio più alto della Thailandia dal 1995 al 1996.                                                                                        |
| 28        | StarView Condo Tower B                    |          | Bangkok    | 204             | 54    | 2015               | |
| 29        | Ashton Chula-Silom                        |          | Bangkok    | 203,8           | 57    | 2018               | |
| 30        | CLOUD Thonglor-Phetchaburi                |          | Bangkok    | 202             | 55    | 2022               | |
| 31        | Singha Complex Tower 1                    |          | Bangkok    | 201,3           | 36    | 2018               | |